# 0と1の間
『0と1の間』（ぜろといちのあいだ）は、AKB48の3rdベスト・アルバム。2015年11月18日にキングレコードから発売された。

## 概要
- 通算7作目のアルバムで、ベスト・アルバムとしては2010年4月発売の『神曲たち』以来5年ぶり3作目である[2]。
- No.1 Singles（CD2枚組）、Million Singles（CD2枚組）、Complete Singles（CD3枚組+DVD）、Theater Edition（劇場盤、CD2枚組）の合計4タイプでの発売で、収録楽曲とジャケット写真、特典が異なる。
- ジャケット写真のメンバーは、本作発売後のシングル『唇にBe My Baby』の選抜メンバーと同一である。
- 本作は、AKB48の結成ならびに劇場公演デビュー10周年を記念したベスト・アルバムであり、「Complete Singles」については、これまでに発表したシングル表題曲を全て収録したコンプリート・シングルベストとなっている[3]。
- 収録されたのは全曲シングルA面表題曲であり、B面曲（カップリング曲）などは収録されていない。このため、今回アルバム初収録となった『Green Flash』、『僕たちは戦わない』、『ハロウィン・ナイト』のカップリング曲は、いずれもアルバム未収録となった。
- 全曲、リマスタリングが施されて音質が改善している他、インディーズ時代に発表された2曲は、「RE-EDIT ver.」として収録されている[注 1]。
- また、配信限定シングルとして発表された「Baby! Baby! Baby!」も収録されている[注 2]。
- 各タイプにはそれぞれ異なる新曲が収録されており、「Million Singles」には、「春の人事異動」として2015年3月に発表され、同年9月に施行された新チーム体制の発足後初めてとなる各チームの楽曲が収録されている。
- 「Complete Singles」には、3rdオリジナル・アルバム『次の足跡』のDVDに収録された企画映像「AKB48グループメンバー エア握手会」の第2弾（2015年最新版）、10年間のヒストリーを振り返る映像特集が収録されたDVDと全曲解説を含む100ページ以上のブックレットが付属されている。
- 本作の発売は、2015年9月7日に握手会会場で発表され、同年11月4日発売予定であったが[4]、制作上の都合で2週間後の同年11月18日発売に変更された[5]。
- 2016年12月8日より、AKB48としては初となるハイレゾ音源の配信が本アルバムの全4形態により開始された[6]。

## 発売形態・特典

### No.1 Singles（CD2枚組）
- 2009年10月に発売された14thシングル『RIVER』以降、オリコンチャート1位を獲得したA面シングル表題曲28曲と、新曲3曲の計31曲を収録。
- 生写真2枚封入 + イベント参加応募抽選券1枚封入。

### Million Singles（CD2枚組）
- 2010年10月に発売された18thシングル『Beginner』以降、ミリオンセールスを記録したA面シングル表題曲23曲と、新曲6曲の計29曲を収録。
- 生写真2枚封入 + イベント参加応募抽選券1枚封入。

### Complete Singles（CD3枚組＋DVD）
- 数量限定での販売。
- インディーズ（AKSレーベル）→デフスターレコーズ在籍時も含む、デビューからのA面シングル表題曲全43曲と、新曲3曲の計46曲を収録。
- DVD・ブックレット付き。
- 生写真5枚封入 + イベント参加応募抽選券1枚封入。

### Theater Edition（劇場盤、CD2枚組）
- 「Million Singles」に、収録されたA面シングル表題曲23曲と、新曲2曲の計25曲を収録。
- 特典は下記3種類から選択。

1. 発売記念大写真会 参加券1枚 + メンバー個別「エア握手」生写真1枚。
2. 発売記念大写真会 当日メンバー指名参加券1枚 + メンバー個別「エア握手」生写真1枚。
3. メンバー個別「エア握手」生写真3枚。

## アートワーク
| No.1 Singles     | 高橋みなみ、指原莉乃、峯岸みなみ、松井珠理奈、宮脇咲良、山本彩、宮澤佐江、入山杏奈                                                                                    |
| Million Singles  | 渡辺麻友、小嶋陽菜、島崎遥香、柏木由紀、横山由依、加藤玲奈、木﨑ゆりあ、北原里英                                                                                      |
| Complete Singles | 北原里英、横山由依、島崎遥香、指原莉乃、高橋みなみ、峯岸みなみ、宮脇咲良、入山杏奈、 木﨑ゆりあ、加藤玲奈、柏木由紀、小嶋陽菜、渡辺麻友、松井珠理奈、山本彩、宮澤佐江 |
| Theater Edition  | AKB48劇場の入口 |

## チャート成績
発売初週に約62万6000枚を売り上げ、2015年11月30日付オリコンウィークリーCDランキングで初登場1位を獲得。AKB48のアルバム1位獲得は6作目となり、プリンセス プリンセスとPerfumeの5作を上回り、女性グループ歴代1位となった。女性アーティストのベストアルバムによる初週売上50万枚突破は2008年の浜崎あゆみ以来であり、アルバム総売上枚数は約530万8000枚に達し、モーニング娘。を抜いて女性グループ歴代3位となった。また、同日付のBillboard JAPAN週間セールスアルバムチャート・Top Albums Salesにおいても首位を獲得。2位以下にダブルスコアをつけるビッグセールスを記録した。さらに翌週12月7日付けのオリコンウイークリーCDランキングでは、2週目に4万2268枚を売り上げ、2週連続で1位を獲得したことが分かった。AKB48のアルバムの2週連続1位獲得は『1830m』以来、3年3カ月ぶり2回目。
2015年のオリコン年間アルバムランキングにおいて5位となった。

## メディアでの使用
始まりの雪
ディー.オー.ディー 冬スポ!! 「WINTER SPORTS FESTA SEASON 15」 公式テーマソング

## 収録曲
全作詞：秋元康

### No.1 Singles

#### Disc 1
1. RIVER [4:43]
作曲・編曲：井上ヨシマサ
2. 桜の栞 [3:59]
作曲：上杉洋史 / 編曲：光田健一
3. ポニーテールとシュシュ [4:30]
作曲：多田慎也 / 編曲：生田真心
4. ヘビーローテーション [4:41]
作曲：山崎燿 / 編曲：田中ユウスケ
5. Beginner [3:57]
作曲・編曲：井上ヨシマサ
6. チャンスの順番 [4:18]
作曲：小西裕子 / 編曲：生田真心
7. 桜の木になろう [5:30]
作曲：横健介 / 編曲：野中“まさ”雄一
8. Everyday、カチューシャ [5:12]
作曲・編曲：井上ヨシマサ
9. フライングゲット [4:14]
作曲：すみだしんや / 編曲：生田真心
10. 風は吹いている [3:41]
作曲：河原嶺旭 / 編曲：河原嶺旭、野中“まさ”雄一
11. 上からマリコ [4:38]
作曲：川浦正大 / 編曲：生田真心
12. GIVE ME FIVE! [5:01]
作曲：笹渕大介 / 編曲：野中“まさ”雄一
13. 真夏のSounds good ! [4:33]
作曲・編曲：井上ヨシマサ
14. ギンガムチェック [5:22]
作曲・編曲：板垣祐介
15. UZA [4:41]
作曲・編曲：井上ヨシマサ
16. 永遠プレッシャー [4:54]
作曲：丸谷マナブ / 編曲：若田部誠

#### Disc 2
1. So long ! [6:00]
作曲：久次米真吾 / 編曲：野中“まさ”雄一
2. さよならクロール [4:54]
作曲：渡辺和紀 / 編曲：武藤星児
3. 恋するフォーチュンクッキー [4:44]
作曲：伊藤心太郎 / 編曲：武藤星児
4. ハート・エレキ [4:56]
作曲：丸谷マナブ / 編曲：増田武史
5. 鈴懸の木の道で「君の微笑みを夢に見る」と言ってしまったら僕たちの関係はどう変わってしまうのか、僕なりに何日か考えた上でのやや気恥ずかしい結論のようなもの  [5:26]
作曲：織田哲郎 / 編曲：野中“まさ”雄一
6. 前しか向かねえ [4:19]
作曲：古城康行 / 編曲：板垣祐介
7. ラブラドール・レトリバー [4:54]
作曲：丸谷マナブ / 編曲：佐々木裕
8. 心のプラカード [4:03]
作曲：板垣祐介 / 編曲：武藤星児
9. 希望的リフレイン [4:52]
作曲・編曲：井上ヨシマサ
10. Green Flash [4:31]
作曲：Carlos K. / 編曲：佐々木裕
11. 僕たちは戦わない [5:25]
作曲：Yo-Hey / 編曲：佐々木裕
12. ハロウィン・ナイト [5:05]
作曲・編曲：井上ヨシマサ
13. やさしくありたい [3:50] - 柏木由紀、指原莉乃
作曲・編曲：伊藤心太郎
14. トイプードルと君の物語 [4:54] - 島崎遥香、松井珠理奈
作曲：Amber / 編曲︰佐々木裕
15. あの頃、好きだった人 [4:24] - 小嶋陽菜、横山由依
作曲：say-ta、鎌田瑞輝 / 編曲：若田部誠

### Million Singles

#### Disc 1
1. Beginner
2. 桜の木になろう
3. Everyday、カチューシャ
4. フライングゲット
5. 風は吹いている
6. 上からマリコ
7. GIVE ME FIVE!
8. 真夏のSounds good !
9. ギンガムチェック
10. UZA
11. 永遠プレッシャー
12. So long !
13. さよならクロール
14. 恋するフォーチュンクッキー
15. ハート・エレキ

#### Disc 2
1. 鈴懸の木の道で「君の微笑みを夢に見る」と言ってしまったら僕たちの関係はどう変わってしまうのか、僕なりに何日か考えた上でのやや気恥ずかしい結論のようなもの
2. 前しか向かねえ
3. ラブラドール・レトリバー
4. 心のプラカード
5. 希望的リフレイン
6. Green Flash
7. 僕たちは戦わない
8. ハロウィン・ナイト
9. Clap [4:19] - Team A
（作曲・編曲：YUMA）
10. 愛の使者 [4:29] - Team K
作曲・編曲：HiBiKi
11. ミュージックジャンキー [3:49] - Team B
作曲・編曲：鐘撞行孝
12. 泣き言タイム [4:44] - Team 4
作曲：外山大輔 / 編曲：外山大輔、NINO
13. 一生の間に何人と出逢えるのだろう [4:44] - Team 8
作曲：近藤圭一 / 編曲：野中“まさ”雄一
14. LOVE ASH [4:35] - 高橋みなみ、山本彩
作曲：Carlos K.、Keyz / 編曲：Carlos K.

### Complete Singles

#### Disc 1
1. 桜の花びらたち（2015 BEST ver．） [5:18]
作曲：上杉洋史 / 編曲：樫原伸彦
2. スカート、ひらり（2015 BEST ver．） [4:04]
作曲：岡田実音 / 編曲：梅堀淳
3. 会いたかった [3:49]
作曲:BOUNCEBACK / 編曲：田口智則、稲留春雄
4. 制服が邪魔をする [4:46]
作曲・編曲：井上ヨシマサ
5. 軽蔑していた愛情 [4:17]
作曲・編曲：井上ヨシマサ
6. BINGO! [4:11]
作曲：成瀬英樹 / 編曲：大内哲也
7. 僕の太陽 [4:55]
作曲・編曲：井上ヨシマサ
8. 夕陽を見ているか? [4:59]
作曲：岡田実音 / 編曲：高島智明
9. ロマンス、イラネ [4:42]
作曲：Rie / 編曲：CHOKKAKU
10. 桜の花びらたち2008 [5:19]
作曲：上杉洋史 / 編曲：樫原伸彦
11. Baby! Baby! Baby![4:02]
作曲：上杉洋史 / 編曲：CHOKKAKU
12. 大声ダイヤモンド [4:08]
作曲・編曲：井上ヨシマサ
13. 10年桜 [4:16]
作曲・編曲：井上ヨシマサ
14. 涙サプライズ! [4:41]
作曲・編曲：井上ヨシマサ
15. 言い訳Maybe [4:10]
作曲：俊龍 / 編曲：野中“まさ”雄一

#### Disc 2
1. RIVER
2. 桜の栞
3. ポニーテールとシュシュ
4. ヘビーローテーション
5. Beginner
6. チャンスの順番
7. 桜の木になろう
8. Everyday、カチューシャ
9. フライングゲット
10. 風は吹いている
11. 上からマリコ
12. GIVE ME FIVE!
13. 真夏のSounds good !
14. ギンガムチェック
15. UZA
16. 永遠プレッシャー

#### Disc 3
1. So long !
2. さよならクロール
3. 恋するフォーチュンクッキー
4. ハート・エレキ
5. 鈴懸の木の道で「君の微笑みを夢に見る」と言ってしまったら僕たちの関係はどう変わってしまうのか、僕なりに何日か考えた上でのやや気恥ずかしい結論のようなもの
6. 前しか向かねえ
7. ラブラドール・レトリバー
8. 心のプラカード
9. 希望的リフレイン
10. Green Flash
11. 僕たちは戦わない
12. ハロウィン・ナイト
13. クリスマスイブに泣かないように [5:05] - 宮脇咲良、渡辺麻友
作曲・編曲：市川裕一
14. 始まりの雪 [4:25] - 大島涼花、高橋朱里、田野優花、武藤十夢
作曲・編曲：Dr.Lilcom
15. ロザリオ [4:21] - 入山杏奈、加藤玲奈、木﨑ゆりあ、兒玉遥
作曲：長谷川湊 / 編曲：生田真心

#### DVD
1. AKB48グループメンバー エア握手会2015
個別握手会を疑似体験できる映像。発売時点でAKB48とその姉妹グループに所属するメンバー全員が参加。
2. DECADE〜AKB48 10年の軌跡〜
ナレーション：窪田等

### Theater Edition

#### Disc 1
1. Beginner
2. 桜の木になろう
3. Everyday、カチューシャ
4. フライングゲット
5. 風は吹いている
6. 上からマリコ
7. GIVE ME FIVE!
8. 真夏のSounds good !
9. ギンガムチェック
10. UZA
11. 永遠プレッシャー
12. So long !
13. さよならクロール
14. 恋するフォーチュンクッキー
15. ハート・エレキ

#### Disc 2
1. 鈴懸の木の道で「君の微笑みを夢に見る」と言ってしまったら僕たちの関係はどう変わってしまうのか、僕なりに何日か考えた上でのやや気恥ずかしい結論のようなもの
2. 前しか向かねえ
3. ラブラドール・レトリバー
4. 心のプラカード
5. 希望的リフレイン
6. Green Flash
7. 僕たちは戦わない
8. ハロウィン・ナイト
9. てんとうむChu!を探せ! [3:37] - てんとうむChu!
作曲：ヒザシ / 編曲：若田部誠
10. あれから僕は勉強が手につかない [4:26] - でんでんむChu!
作曲：外山大輔 / 編曲：生田真心

## 選抜メンバー

### Clap
「Team A」名義
- チームA：入山杏奈、岩田華怜、大家志津香、大和田南那、小笠原茉由、小嶋菜月、小嶋陽菜、佐々木優佳里、島崎遥香、高橋みなみ、田北香世子、谷口めぐ、中西智代梨、中村麻里子、西山怜那、平田梨奈、前田亜美、宮崎美穂、横山由依
- チーム8 / チームA：山田菜々美
- NMB48 チームM / AKB48 チームA：白間美瑠
- HKT48 チームKIV / AKB48 チームA：宮脇咲良

### 愛の使者
「Team K」名義
- チームK：相笠萌、阿部マリア、石田晴香、市川愛美、篠崎彩奈、島田晴香、下口ひなな、高城亜樹、田野優花、永尾まりや、中田ちさと、藤田奈那、峯岸みなみ、向井地美音、武藤十夢、茂木忍、湯本亜美
- チーム8 / チームK：中野郁海
- SKE48 チームS / AKB48 チームK：松井珠理奈
- NMB48 チームN / AKB48 チームK：山本彩
- HKT48 チームH / AKB48 チームK：兒玉遥
- SNH48 チームSII / AKB48 チームK：鈴木まりや

### ミュージックジャンキー
「Team B」名義
- チームB：岩佐美咲、内田眞由美、内山奈月、梅田綾乃、大島涼花、加藤玲奈、木﨑ゆりあ、後藤萌咲、小林香菜、竹内美宥、達家真姫宝、田名部生来、福岡聖菜、横島亜衿、渡辺麻友
- AKB48 チームB / NGT48：柏木由紀
- チーム8 / チームB：坂口渚沙
- NMB48 チームBII / AKB48 チームB：渡辺美優紀
- HKT48 チームH / AKB48 チームB：矢吹奈子

### 泣き言タイム
「Team 4」名義
- チーム4：飯野雅、伊豆田莉奈、岩立沙穂、大川莉央、大森美優、岡田彩花、岡田奈々、川本紗矢、北澤早紀、小嶋真子、込山榛香、佐藤妃星、高橋朱里、名取稚菜、西野未姫、野澤玲奈、村山彩希
- SKE48 チームS / AKB48 チーム4：北川綾巴
- NMB48 チームBII / AKB48 チーム4：渋谷凪咲
- HKT48 チームKIV / AKB48 チーム4：朝長美桜

### 一生の間に何人と出逢えるのだろう
「Team 8」名義
- チーム8：阿部芽唯、岩﨑萌花、太田奈緒、大西桃香、岡部麟、小栗有以、小田えりな、北玲名、行天優莉奈、倉野尾成美、近藤萌恵里、佐藤朱、佐藤栞、佐藤七海、下尾みう、清水麻璃亜、下青木香鈴、高岡薫、髙橋彩音、谷優里、谷川聖、長久玲奈、永野芹佳、橋本陽菜、服部有菜、濵咲友菜、濵松里緒菜、早坂つむぎ、左伴彩佳、人見古都音、廣瀬なつき、福地礼奈、藤村菜月、本田仁美、宮里莉羅、舞木香純、谷口もか、山本亜依、山本瑠香、横道侑里、横山結衣、吉川七瀬、吉田華恋、吉野未優
- チーム8 / チームA：山田菜々美
- チーム8 / チームK：中野郁海
- チーム8 / チームB：坂口渚沙

### てんとうむChu!を探せ!
「てんとうむChu!」名義
- チーム4：岡田奈々、小嶋真子、西野未姫
- SKE48 チームS / AKB48 チーム4：北川綾巴
- NMB48 チームBII / AKB48 チーム4：渋谷凪咲
- HKT48 チームH：田島芽瑠
- HKT48 チームKIV / AKB48 チーム4：朝長美桜

### あれから僕は勉強が手につかない
「でんでんむChu!」名義
- チームA：大和田南那、谷口めぐ
- チームK：向井地美音
- チーム4：川本紗矢、村山彩希
- HKT48 チームH：田中美久
- HKT48 チームH / AKB48 チームB：矢吹奈子